# Anguilla celebesensis
Anguilla celebesensis — вид вугреподібних риб родини Вугрові (Anguillidae). Вид поширений у прісноводних річках Індонезії, Філіппін, Нової Гвінеї та Самоа. Має довге та вузьке тіло до 150 см завдовжки.